# Hexatoma (Eriocera) nigricans
Hexatoma (Eriocera) nigricans is een tweevleugelige uit de familie steltmuggen (Limoniidae). De soort komt voor in het Oriëntaals gebied.